# 石鎚登山ロープウェイ
石鎚登山ロープウェイ（いしづちとざんロープウェイ）とは、石鎚山中腹（標高1,300m）までを結ぶ索道である。また、石鎚登山ロープウェイ株式会社は、これを運営する瀬戸内運輸の関連会社である。1966年8月に設立した。

## 路線データ
- 全長：1814m95cm
- 高低差：839ｍ
- 最急勾配：36度48分
- 走行方式：三線交走式
- 支柱本数：3基
- 最大支柱間隔：685ｍ50cm
- 運転速度：約5m/s
- 定員：51人
- 運転時分：約7分30秒
- 駅数：2駅
- 運輸開始日：1968年8月1日[4]
- 索道メーカー：安全索道株式会社

## 駅一覧
- 山麓下谷駅（北緯33度48分10.8秒 東経133度8分53.5秒 / 北緯33.803000度 東経133.148194度）
- 山頂成就駅（北緯33度47分41.6秒 東経133度7分59.8秒 / 北緯33.794889度 東経133.133278度）

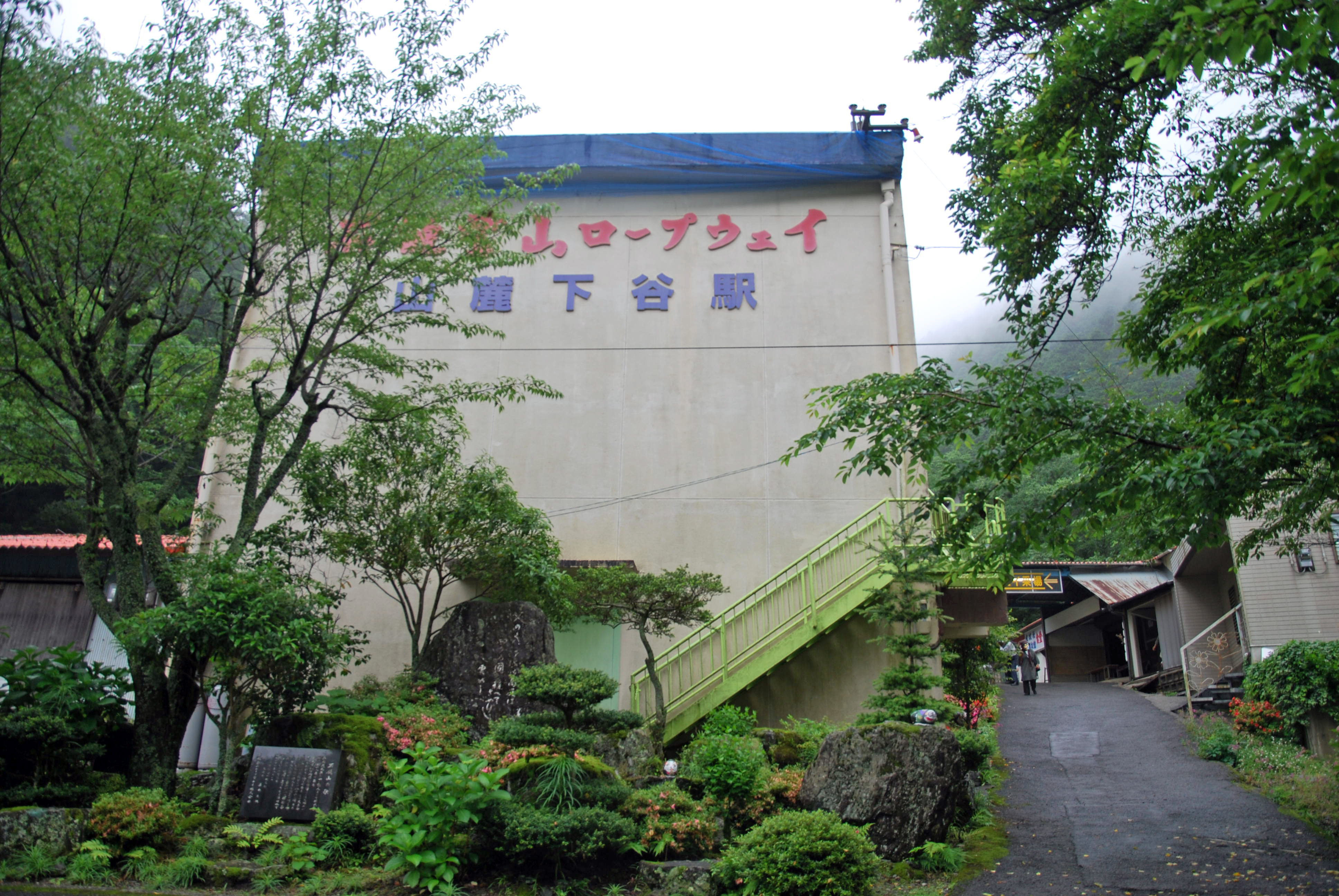
山麓下谷駅
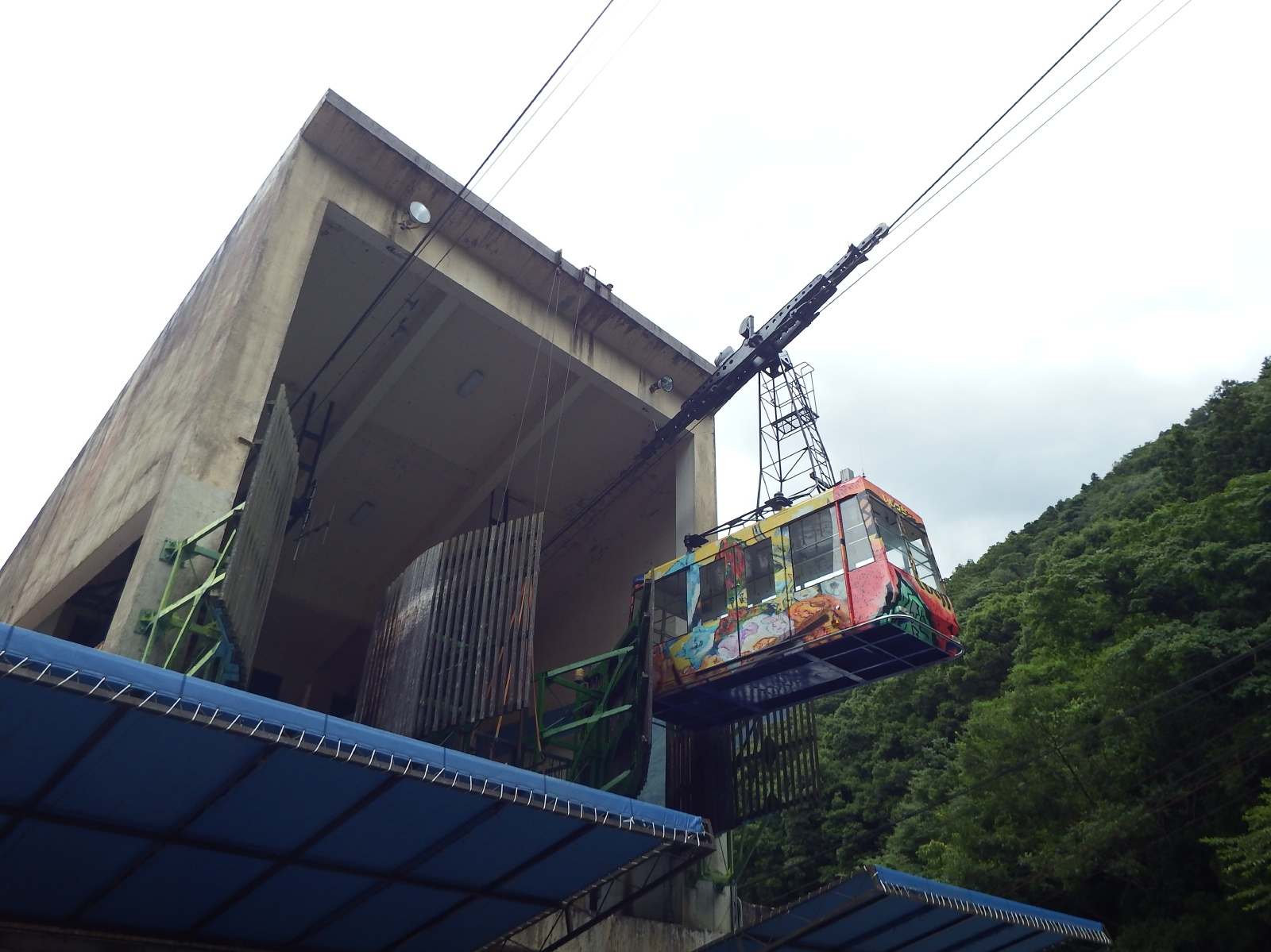
山麓下谷駅
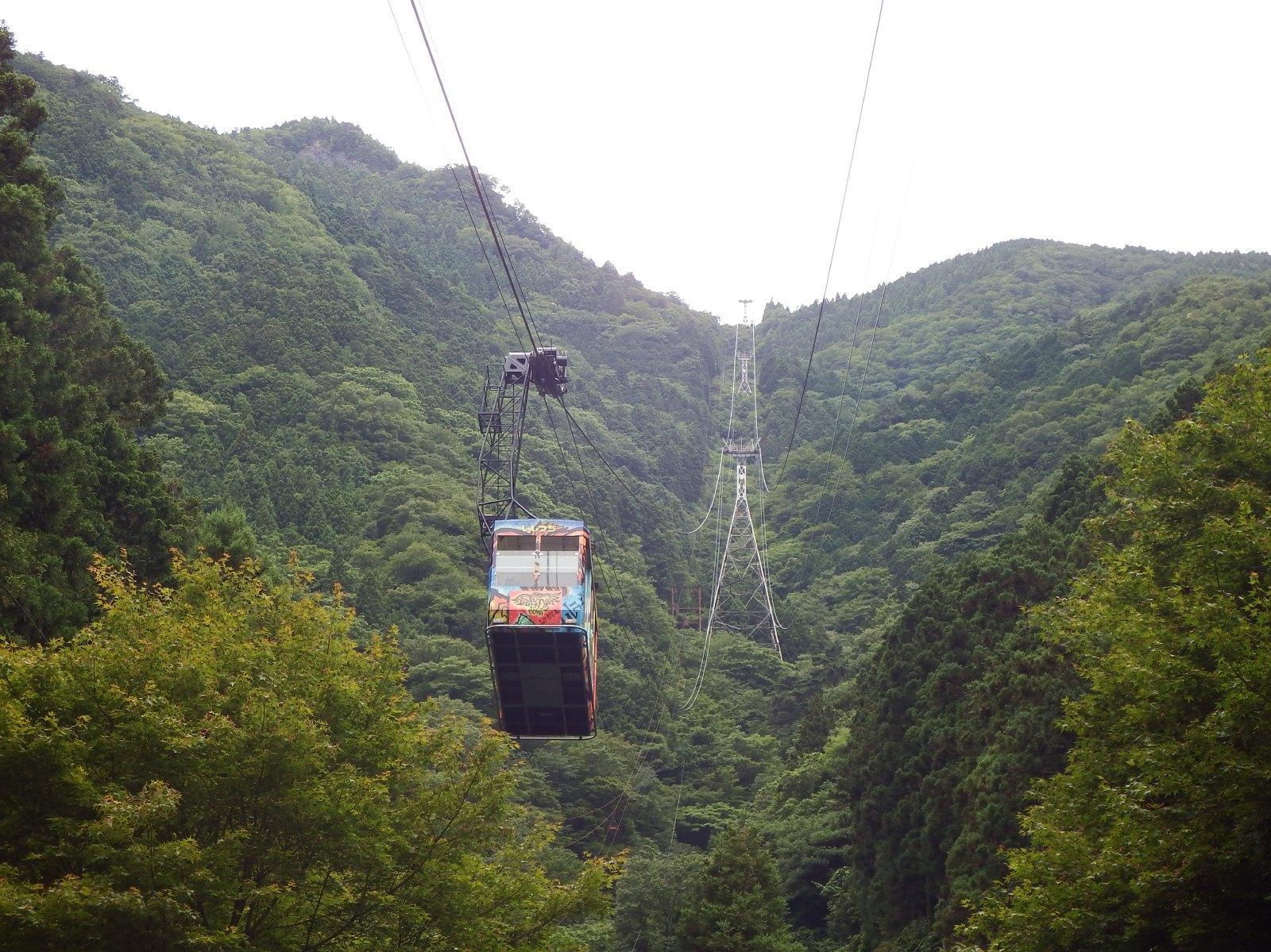
石鎚登山ロープウェイ
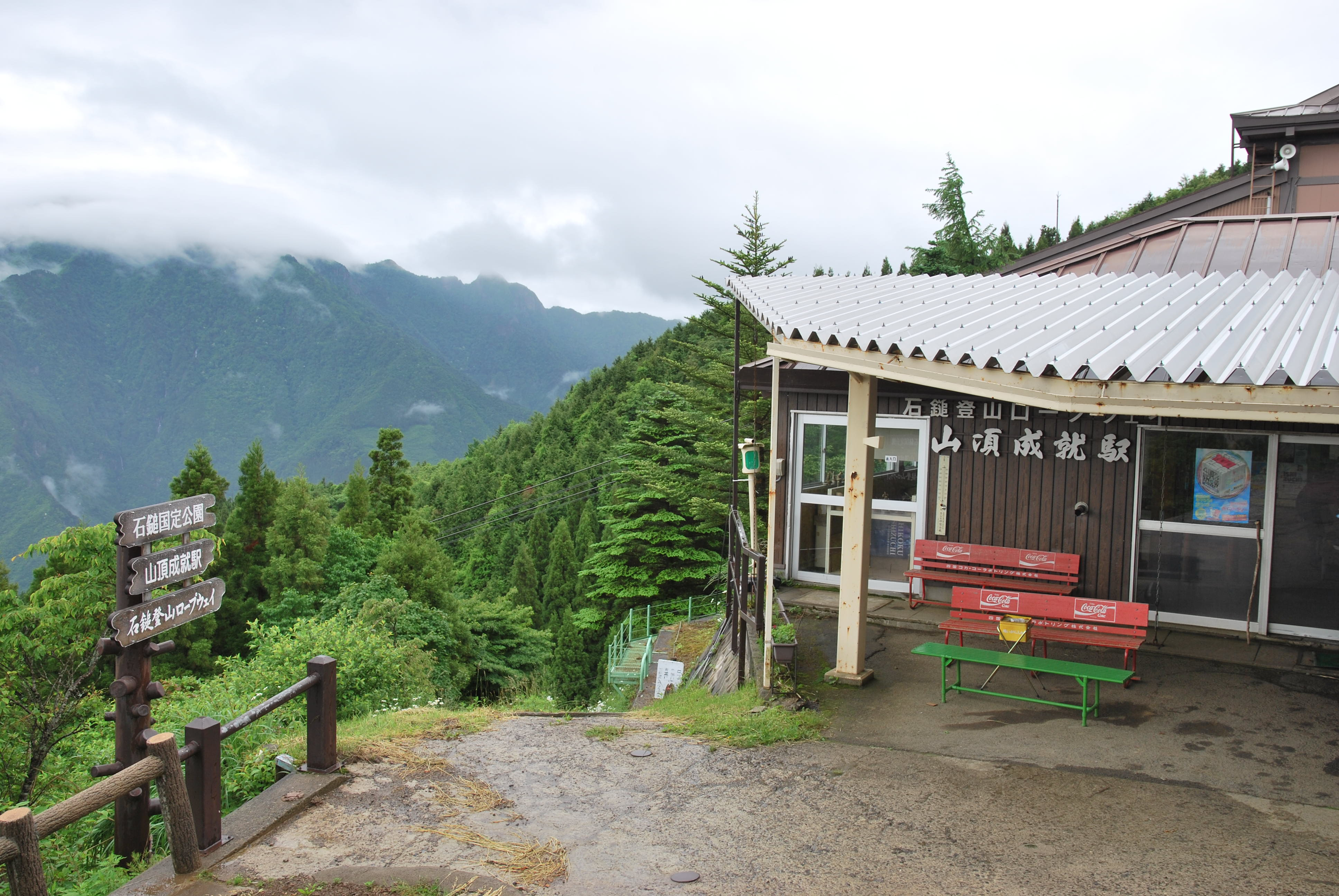
山頂成就駅

## 周辺施設

### 山麓下谷駅
- せとうちバス ロープウェイ前停留所、旅館京屋、旅館泉屋
- 石中寺（いわなかでら）西之川別院：本寺は今治大浜にあり、瓶ヶ森の男山頂上社の拠点。
- 石鎚山極楽寺法起坊堂
- 石鐡山萬蔵院役行者堂：女性はここから上には入山できなかったという黒川道にあった女人堂を当地に移転した。文殊院の管理。
- 石鎚神宮奥之院：奥之院社屋と石鎚大神像など13体のブロンズ像が林立する区画がある。本社は香川県三豊市詫間町詫間7051－33にある。
- 小庭園：石鎚山開祖役行者石像と小池
- 山麓下谷駅舎

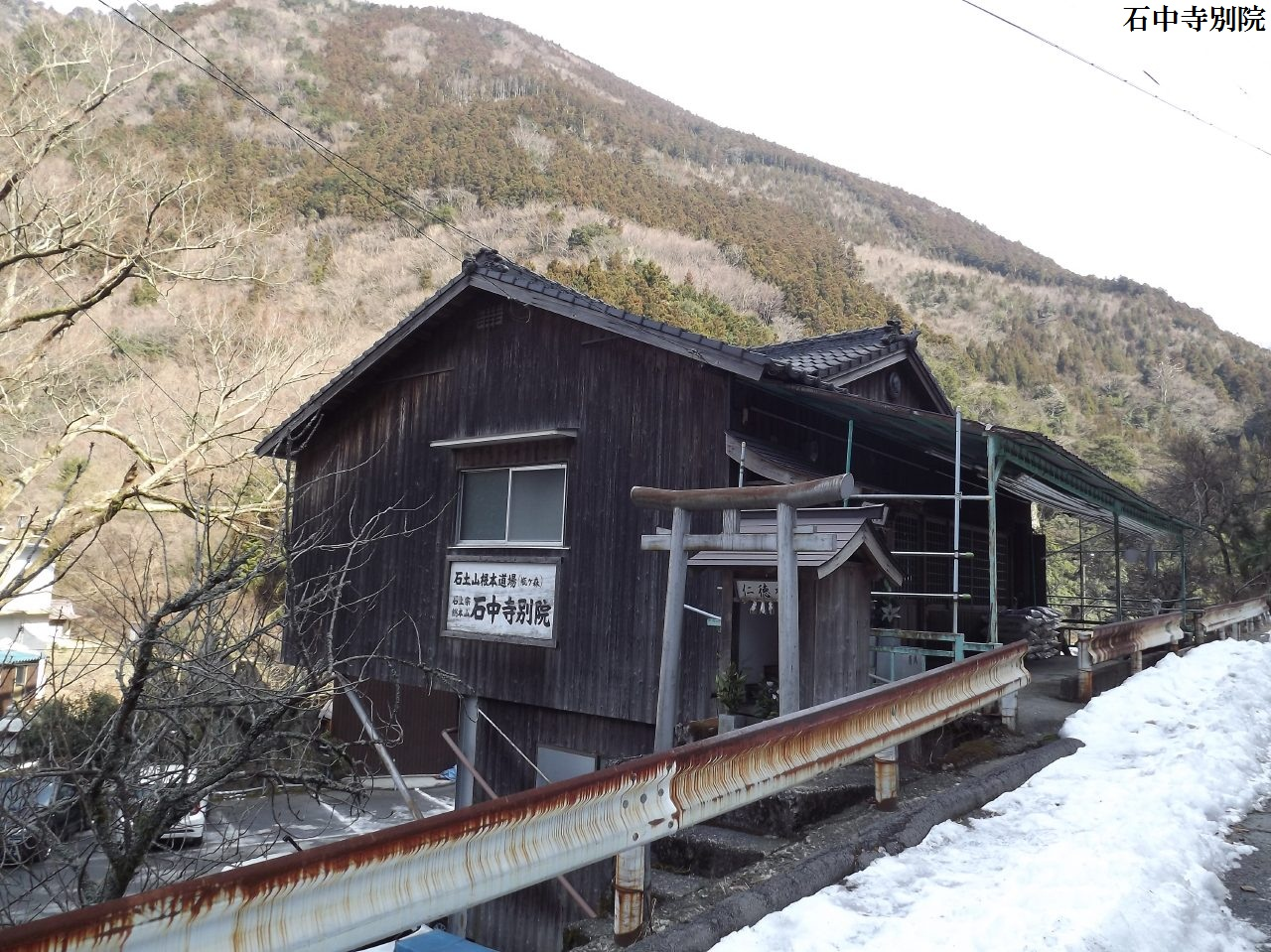
石中寺西之川別院
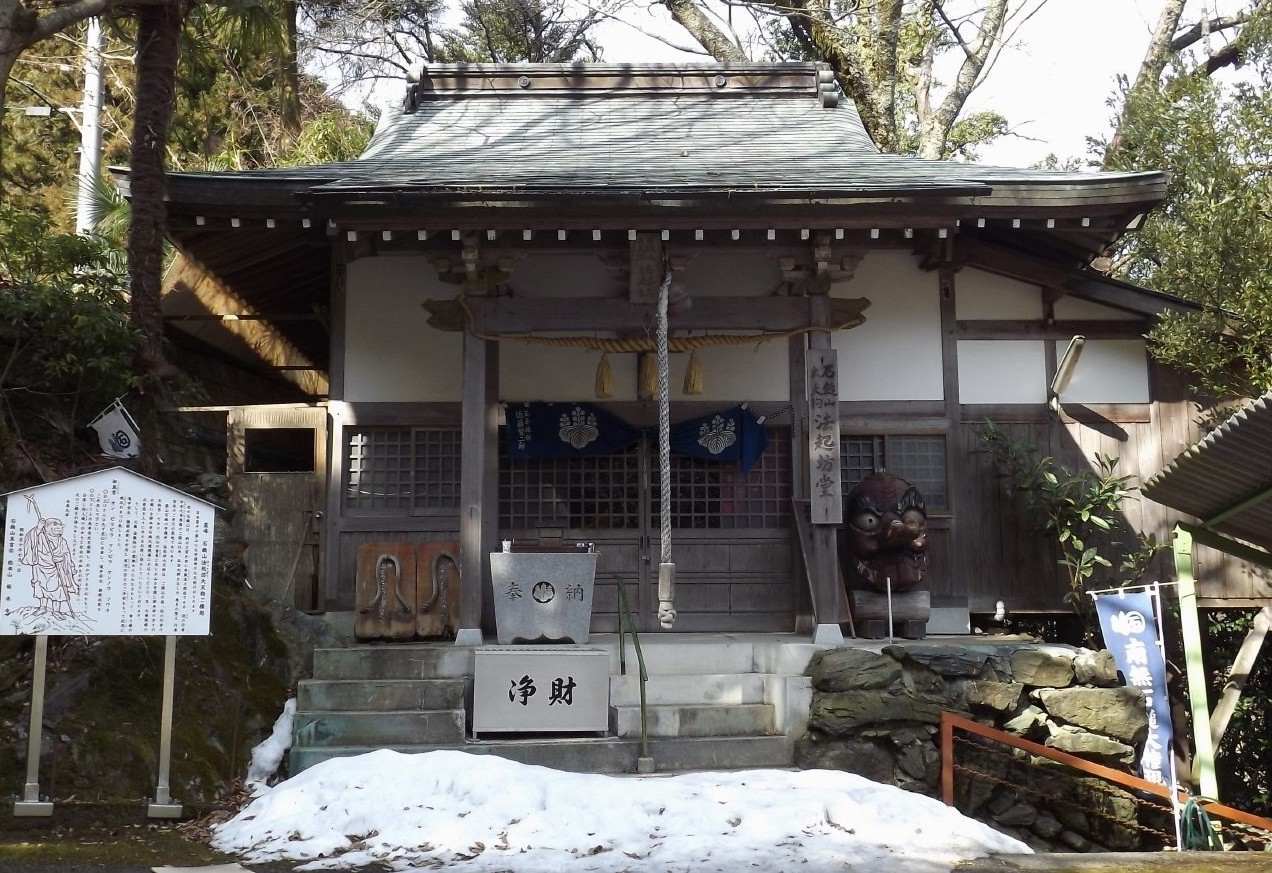
石鎚山極楽寺法起坊堂
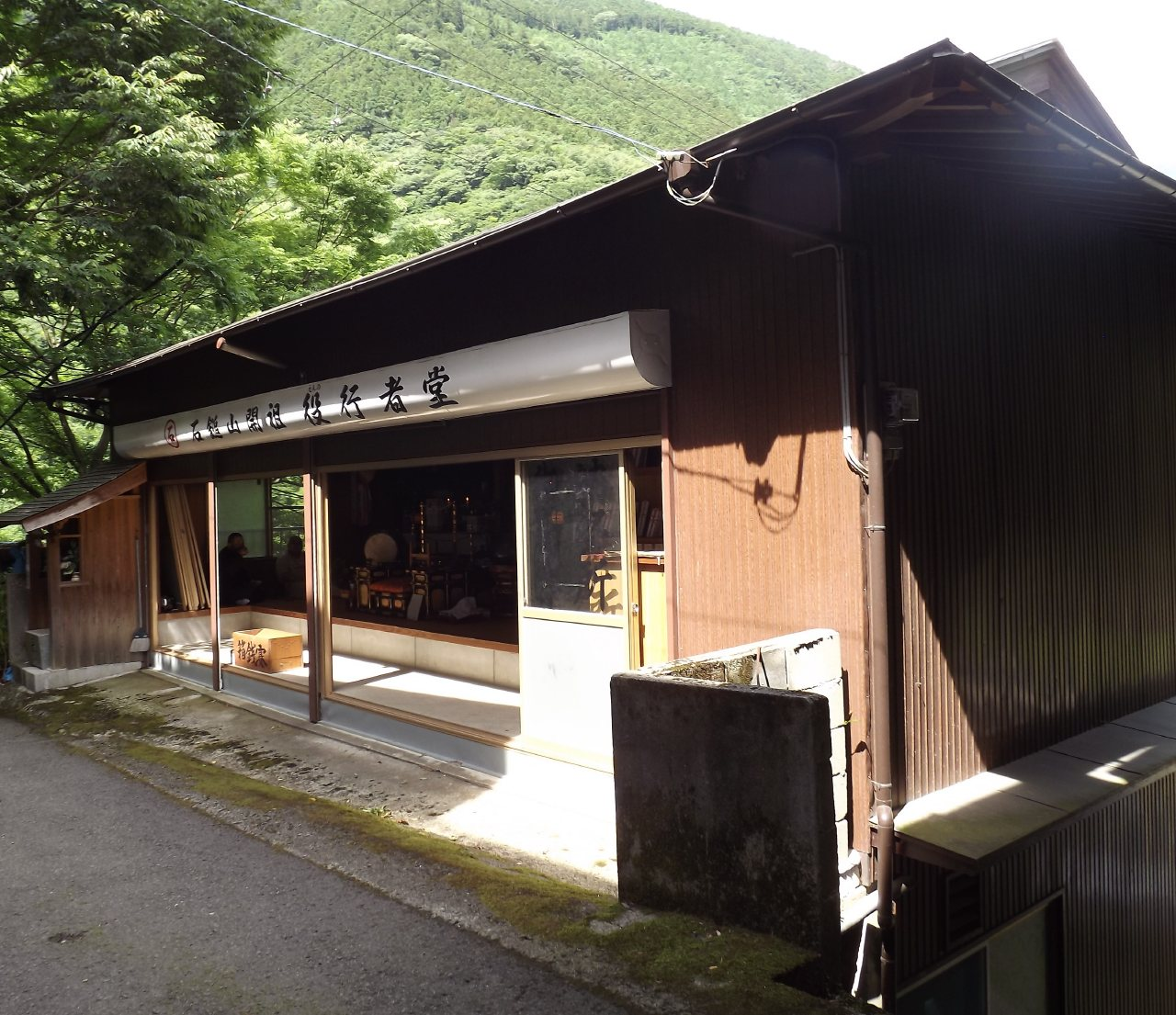
石鐡山萬蔵院役行者堂
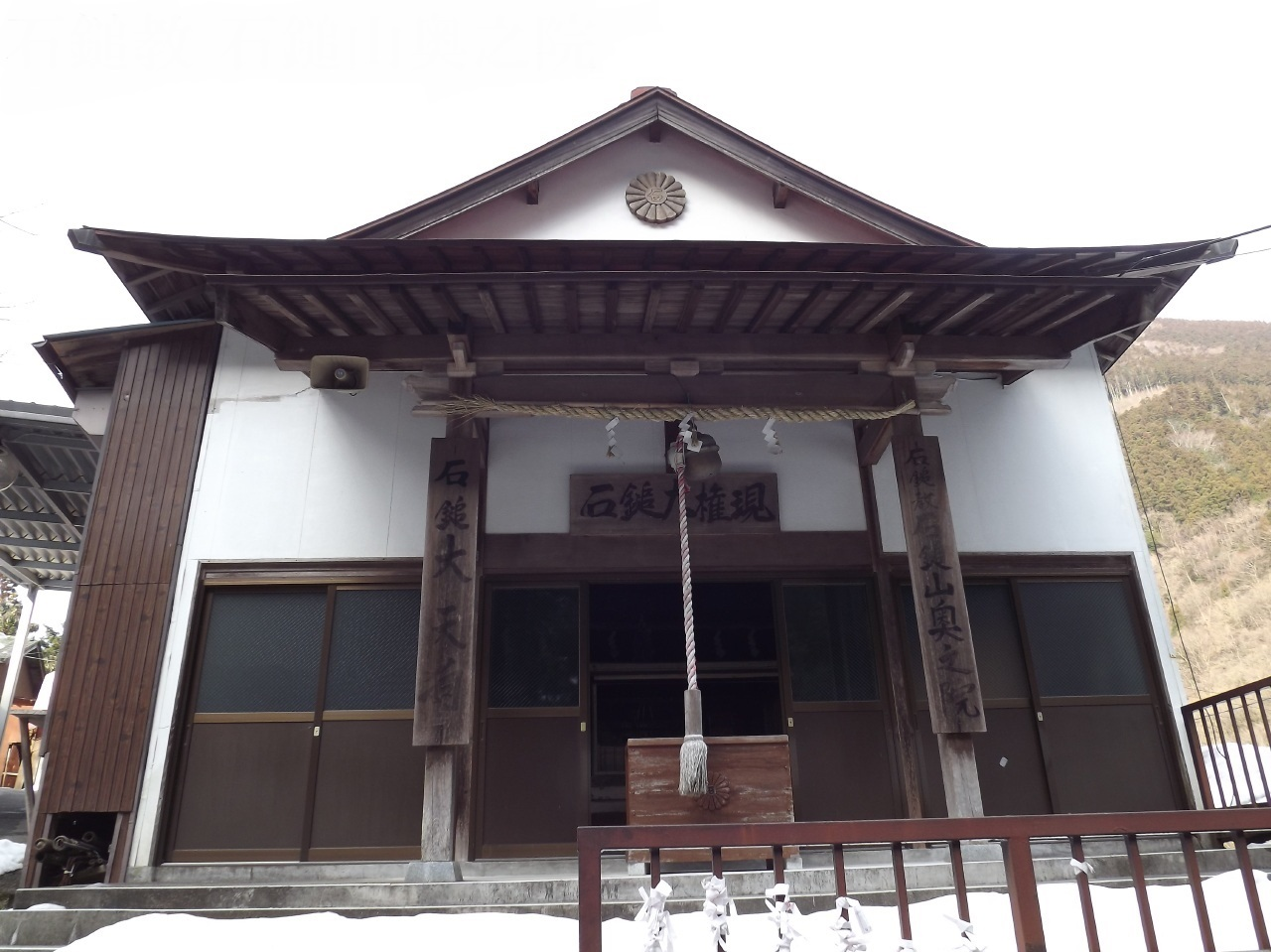
石鎚神宮奥之院
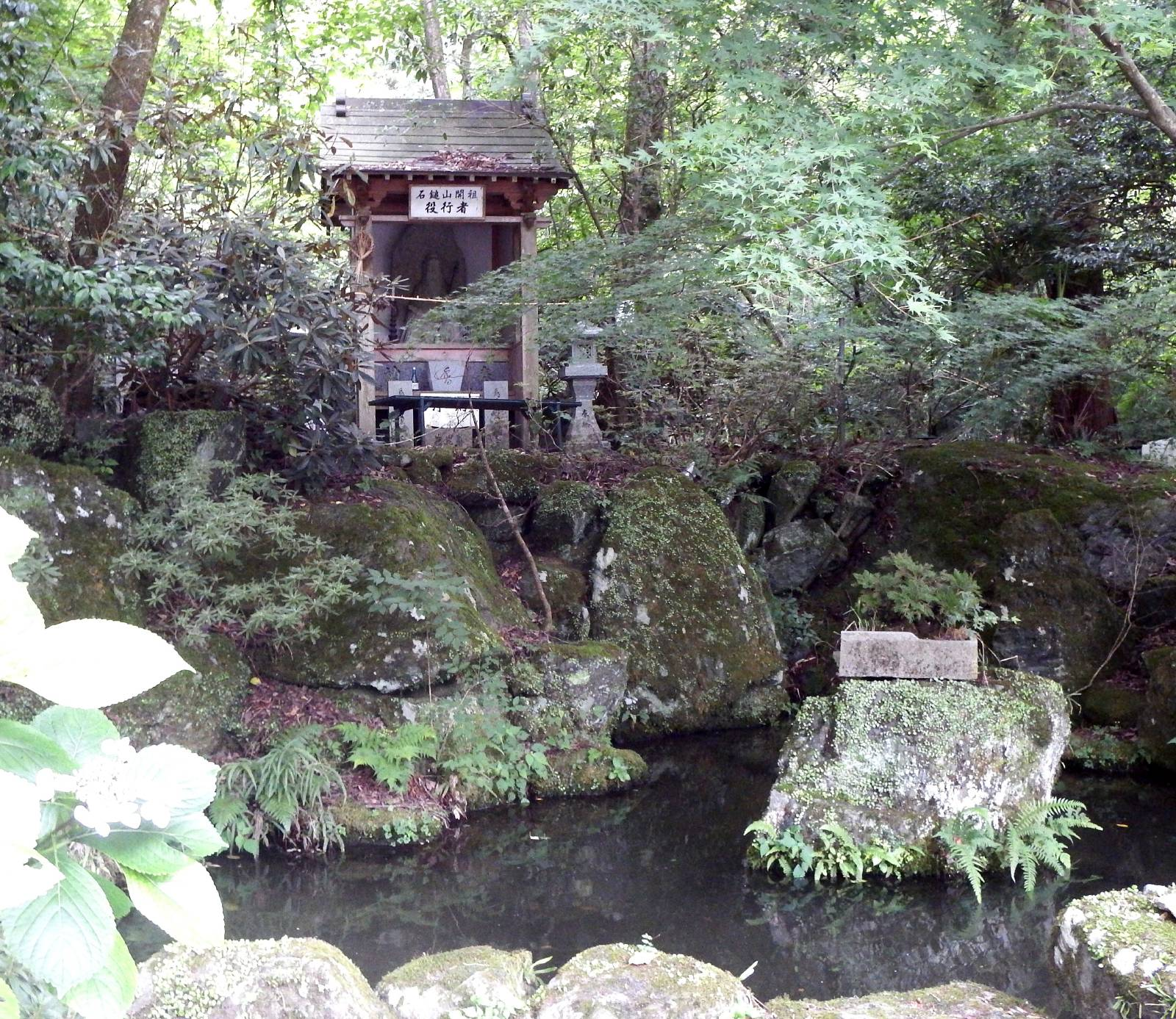
石鎚山開祖役行者石像

### 山頂成就駅
- 山頂成就駅舎
- 展望公園
- 奥前神寺
- 石鎚スキー場
- 石鎚神社中宮成就社
- 白石旅館、玉屋旅館

## アクセス
- 鉄道： 四国旅客鉄道（JR四国）予讃線伊予西条駅よりせとうちバスで一時間弱
- 車 ： 松山自動車道いよ小松ジャンクションより約35分